# Hydro-Car
Hydro-Car war eine US-amerikanische Automarke.

## Markengeschichte
Thomas B. Jeffery und R. Phillip Gormully stellten in Chicago in Illinois Fahrräder her, die sie als Rambler vertrieben. Sie entwarfen 1900 ein Automobil als Prototyp. Im gleichen Jahr verkauften sie ihr Unternehmen an Albert Augustus Pope, der es in seinen Konzern American Bicycle Company eingliederte.
Die American Bicycle Company aus Chicago brachte das Fahrzeug 1901 in die Serienproduktion. Der Markenname lautete Hydro-Car. 1902 endete die Produktion.

## Fahrzeuge
Im Angebot stand nur ein Modell. Es hatte einen Zweizylindermotor mit 7 PS Leistung. Er war vorne im Fahrzeug montiert und trieb die Hinterachse an.
Der Aufbau war ein offener Runabout mit Platz für zwei Personen. Ungewöhnlich war die Linkslenkung. Gelenkt wurde mit einem Lenkhebel. Der Neupreis betrug 1000 US-Dollar.